# Detlef Flintz
Detlef Flintz (* 1958) ist ein deutscher Wirtschaftsjournalist. Er ist Leiter der Programmgruppe Wirtschaft und Recht des WDR sowie Redaktionsleiter des Fernsehmagazins Markt.

## Leben und Wirken
Nach einem Studium der Wirtschaftswissenschaften und einem Zeitungsvolontariat arbeitete Flintz als Zeitungsredakteur, Hörfunk- und Fernsehjournalist. Unter anderem produzierte er Beiträge für Sendungen wie Tagesthemen, plusminus, Monitor und Die Story im Ersten und entwickelte die Sendereihe Markencheck. Seit 2001 gehört er zum Team des Wirtschafts- und Verbrauchermagazins Markt des WDR. 2016 wurde er dort Redaktionsleiter, im Folgejahr übernahm er die Leitung der Programmgruppe Wirtschaft und Recht.
Flintz ist Dozent für Verbraucherjournalismus an der Kölner Journalistenschule, der Hochschule Bonn-Rhein-Sieg und der ARD.ZDF medienakademie. 2003 erhielt er einen Ernst-Schneider-Preis in der Kategorie Fernsehen. 2013 wurde er mit dem Deutschen Fairness-Preis der Fairness-Stiftung ausgezeichnet.
Flintz war als Schriftführer und Sprecher im Parteivorstand des Stadtverbandes Grevenbroich der Partei Bündnis 90/Die Grünen aktiv. Nach Kritik an seiner gleichzeitigen Tätigkeit als Journalist und Parteifunktionär im August 2022 gab der WDR im September bekannt, Flintz werde künftig keine Energiethemen mehr kommentieren. Seit August 2022 arbeitet er als verantwortlicher Redakteur für Plusminus und Sonderformate der Programmgruppe. Am 26. März 2025 ist er aus der Partei Bündnis 90/Die Grünen ausgetreten.